# Литвин Микола Михайлович
Микола Михайлович Литвин (нар. 8 березня 1961, Слобода-Романівська, Житомирська область) — голова Державної прикордонної служби України у 2003—2014, генерал армії України.

## Біографія
- 1979—1980 — проходив дійсну строкову службу у Групі Радянських військ у Німеччині (курсант, командир відділення, заступник командира взводу).
- 1980—1984 — курсант Донецького вищого військово-політичного училища інженерних військ та військ зв'язку.
- 1984—1990 — проходив службу у 104 гвардійській повітряно-десантній дивізії (заступник командира роти з політичної частини; заступник командира частини з політичної частини), що дислокувалася у Закавказькому військовому окрузі[1].
- 1990—1993 — слухач Військово-політичної академії ім. В. І. Леніна (з 1992 — Гуманітарна академія Збройних Сил РФ).
- 1993—1996 — служба в Національній гвардії України (заступник командира полку з виховної роботи, заступник командира бригади з виховної роботи).
- 1996—1998 — заступник начальника Головного управління — командувача внутрішніх військ МВС України по роботі з особовим складом.
- 21 серпня 1997 — присвоєно військове звання генерал-майор[2]
- 1998—2001 — перший заступник начальника Головного управління — командувача внутрішніх військ МВС України — начальник штабу.
- 21 серпня 1999 — присвоєно військове звання генерал-лейтенант[3]
- З 14 липня 2001 року — начальник Головного управління — командувач внутрішніх військ МВС України[4].
- З 12 листопада 2001 року — Голова Державного комітету у справах охорони державного кордону України — Командувач Прикордонних військ України[5].
- 31 липня 2003 року Держкомкордон України був реорганізований у Адміністрацію Державної прикордонної служби України, Головою служби був призначений М.Литвин[6]. Перебував на посаді при п'яти Президентах України — Л. Д. Кучмі, В. А. Ющенку, В. Ф. Януковичі, в.о. Президента О. В. Турчинові, П. О. Порошенку.
- 20 серпня 2008 р. — присвоєно військове звання генерал армії України[7]

### Війна на сході України
- 19 березня 2014 року указом в.о. Президента України О. В. Турчинова введений до складу РНБО.[8]
- 16 червня 2014 року після виборів Президента, не увійшов до нового складу РНБО, затвердженого указом Президента України П. Порошенка.[9][10]
- 6 жовтня 2014 року Президент України Петро Порошенко підписав указ про звільнення М. М. Литвина з посади Голови Державної прикордонної служби України.[11]

## Родина
Одружений - дружина Людмила, донька Олександра. Рідні брати — Володимир Литвин, екс-Голова Верховної Ради України, та Петро Литвин (колишній військовий — командир 8 армійського корпусу, був послом України у Вірменії.

## Освіта
- Донецьке вище військово-політичне училище інженерних військ та військ зв'язку (закінчив із золотою медаллю) (1984)
- Гуманітарна академія Збройних Сил РФ (з відзнакою) (1993)
- Національна академія оборони України (1998).
- Пройшов курс «Національна безпека України» (Гарвардський університет, США, 1997).
- У 2001 році захистив дисертацію і отримав науковий ступінь «кандидат військових наук».
- У 2010 році захистив дисертацію і отримав науковий ступінь «доктор наук з державного управління».

## Нагороди
- Орден Богдана Хмельницького:
  - I ступеня (7 березня 2011) — за визначні особисті заслуги у захисті державного суверенітету, територіальної цілісності, зміцненні обороноздатності та безпеки України[13]
  - II ступеня (2004)
  - III ступеня (26 березня 1999) — за зразкове виконання службового обов'язку, високу професійну майстерність[14]
- Медаль «Захиснику Вітчизни»
- Має медалі та відомчі відзнаки.
- Почесна грамота Кабінету Міністрів України (31 жовтня 2002) — за вагомий особистий внесок у справу захисту державного суверенітету, територіальної цілісності, зміцнення обороноздатності і безпеки України та з нагоди 11-ї річниці Прикордонних військ[15]